# Levin Wolff Metternich zur Gracht
Levin Graf Wolff Metternich zur Gracht (vollständiger Name: Levin Anton Hubert Marie Graf Wolff Metternich zur Gracht; * 12. Oktober 1877 auf Schloss Beck; † 27. Januar 1944 in Frauenthal) war ein deutscher Jurist und letzter deutscher Bürgermeister der Stadt Eupen.

## Leben und Wirken
Wolff Metternich stammte aus dem rheinisch-westfälischen Adelsgeschlecht Wolff-Metternich und war der Sohn von Ferdinand Wolff Metternich zur Gracht (1845–1938) und der Flaminia Prinzessin zu Salm-Salm (1853–1913). Nach seiner Schulzeit studierte er an den Universitäten in Freiburg, München und Kiel das Fach Rechtswissenschaften und promovierte 1904 an der Universität Rostock. Anschließend war er am Amtsgericht Lechenich, am Auswärtigen Amt in Berlin, bei der Handelskammer Hamburg und als Vizekonsul in Warschau tätig. Schließlich kam Wolff Metternich nach Eupen, einer Stadt, die zu jener Zeit zusammen mit dem umliegenden Kreis Eupen zu Preußen gehörte. Dort war er ab 1912 als Gerichtsassessor tätig und engagierte sich zugleich in der Kommunalpolitik. Bereits 1913 wurde er zum Bürgermeister von Eupen gewählt und bekleidete dieses Amt in einer politisch schwierigen Zeit während des Ersten Weltkriegs bis zu seiner freiwilligen Abdankung im Jahr 1920.
Metternich vertrat als Bürgermeister Eupens eine deutschnationale Meinung und hatte ausgezeichnete Beziehungen zur höchsten preußischen Verwaltung, zum Großen Generalstab sowie zum Auswärtigen Amt und war ständiger Gast im Ort Spa, wo das Hauptquartier des kaiserlichen Heeres untergebracht war.
In seinen ersten Amtsjahren setzte er sich für den 1915/1916 errichteten Bau des Kaufmanns-Erholungsheims in Eupen ein, das während des Ersten Weltkriegs als Krieger-Erholungsheim und nach 1920 als Belgisches Ruhe- und Erholungsheim und schließlich viele Jahre als Sanatorium diente, bis es seit 2013 zum Sitz des Parlaments der Deutschsprachigen Gemeinschaft umgebaut wurde. Ferner wurde am 1. Oktober 1917 auf Metternichs Antrag der Generalfeldmarschall Paul von Hindenburg zum Ehrenbürger der Stadt vorgeschlagen.
Im Dezember 1917 gab Metternich in einer Denkschrift an das Auswärtige Amt in Berlin die Empfehlung, dass in Erwartung eines deutschen Sieges eine Vergrößerung des Kreises Eupen um die deutschsprachigen Teile der belgischen Provinzen Limburg und Lüttich anzustreben wäre. Die neue Grenze wäre demzufolge westlich von Malmedy beginnend zwischen Limbourg und Verviers an Herve vorbei Richtung Wandre, nördlich von Lüttich, und von dort entlang an der Maas bis zur holländischen Grenze bei Visé verlaufen. Metternich sah darin „eine nie wiederkehrende Gelegenheit, 1815 begangenes Unrecht wenigstens zum Teil auszugleichen“. Sein Gegenspieler, der nationalistisch gesinnte belgische Politiker Pierre Nothomb (1887–1966), vertrat dagegen in seiner ein Jahr zuvor veröffentlichten Schrift: „La Barrière Belge“ die Ansicht, dass die Kreise Eupen, Malmedy mit St. Vith sowie Neutral Moresnet in den belgischen Staat integriert werden müssten, da diese vor dem Wiener Kongress bereits mit dem Herzogtum Limburg, dem belgischen Vorgängerterritorium, verbunden gewesen waren. Jedoch erübrigten sich die deutschen Annexionspläne von Wolff Metternich mit dem verlorenen Kriegsausgang von 1918 von selbst.
Der anschließende Versailler Vertrag hatte zur Folge, dass ab 1919 die Kantone Eupen, Malmedy, Sankt Vith sowie das Neutral-Moresnet zunächst dem Gouvernement Eupen-Malmedy unter Leitung des Hochkommissars Herman Baltia angeschlossen wurden, um diese 1925 nach einer „Volksbefragung“ endgültig dem belgischen Staat einzugliedern. Mit diesen Vorgängen konnte sich Wolff Metternich nicht abfinden und lehnte den nun erforderlichen Amtseid auf den belgischen Staat ab. Er reichte daraufhin unmittelbar nach Amtsantritt Baltias am 23. Januar 1920, dem er noch protokollgerecht beigewohnt hatte, als letzter deutschstämmiger Bürgermeister der Stadt Eupen seinen Abschied ein. Ein Jahr später wurde der Altbelgier Jules de Grand Ry von General Baltia kraft dessen Amtes als Hochkommissar zum neuen Bürgermeister ernannt. Wolff Metternich kehrte nach Deutschland zurück und nahm kein politisches Amt mehr an. In seinen letzten Amtsjahren in Eupen war Wolff-Metternich seit 1918 noch Mitglied des Arbeiter- und Soldatenrates und im Jahr 1920 Präsident der Spitalkommission. 

## Familie
Wolff-Metternich war seit 1913 verheiratet mit Lidwina Freiin Geyr von Schweppenburg (1881–1959), mit der er vier Kinder hatte:
- Sophie (* 1913)
- Ferdinand (1915–1943)
- Karl (1916–1983)
- Michael (1921–2018), Automobilhistoriker